# Кондратьев, Сергей Николаевич
Сергей Николаевич Кондра́тьев (1916—2010) — старший сержант Рабоче-крестьянской Красной Армии, участник Великой Отечественной войны, Герой Советского Союза (1944).

## Биография
Родился 9 сентября 1916 года в деревне Хованово (ныне — Псковский район Псковской области). После окончания четырёх классов школы работал сначала в колхозе, затем на железной дороге. В сентябре 1942 года был призван на службу в Рабоче-крестьянскую Красную Армию. С того же времени — на фронтах Великой Отечественной войны. К сентябрю 1943 года красноармеец Сергей Кондратьев был радистом мотострелкового батальона 178-й танковой бригады 10-го танкового корпуса 40-й армии Воронежского фронта. Отличился во время битвы за Днепр.
23-24 сентября 1943 года под вражеским огнём переправлял на плацдарм на западный берег Днепра в районе хутора Монастырёк (ныне — в черте посёлка Ржищев Кагарлыкского района Киевской области Украины) советских бойцов и командиров. Был ранен, но, несмотря на это, успешно доставил сражавшимся на плацдарме частям боеприпасы.
Представлен к званию Героя Советского Союза за мужество и героизм, проявленные при форсировании Днепра. Указом Президиума Верховного Совета СССР «О присвоении звания Героя Советского Союза генералам, офицерскому, сержантскому и рядовому составу Красной Армии» от 10 января 1944 года за «образцовое выполнение боевых заданий командования на фронте борьбы с немецко-фашистскими захватчиками и проявленные при этом отвагу и геройство» был удостоен высокого звания Героя Советского Союза с вручением ордена Ленина и медали «Золотая Звезда» за номером 2369.
После окончания войны был демобилизован в звании старшего сержанта. Проживал и работал в Киеве. Умер 11 января 2010 года, похоронен на Берковецком кладбище Киева.
Был также награждён орденом Отечественной войны 1-й степени и рядом медалей.